# ルート系
数学において，ルート系（英: root system，仏: système de racines）とはある幾何学的な性質を満たすユークリッド空間のベクトルの配置である．これはリー群やリー環の理論において基本的な概念である．リー群（や代数群のような類似物）やリー環は20世紀の間に数学の多くの部分で重要になってきたから，ルート系の一見すると特別な性質に反してそれらは多くの分野に応用される．さらに，ディンキン図形によるルート系の分類体系は（特異点論のような）リー理論とあからさまなつながりの全くない数学の分野において現れる．最後に，ルート系はスペクトルグラフ理論におけるように，それ自身重要である．

## 定義と基本的な例

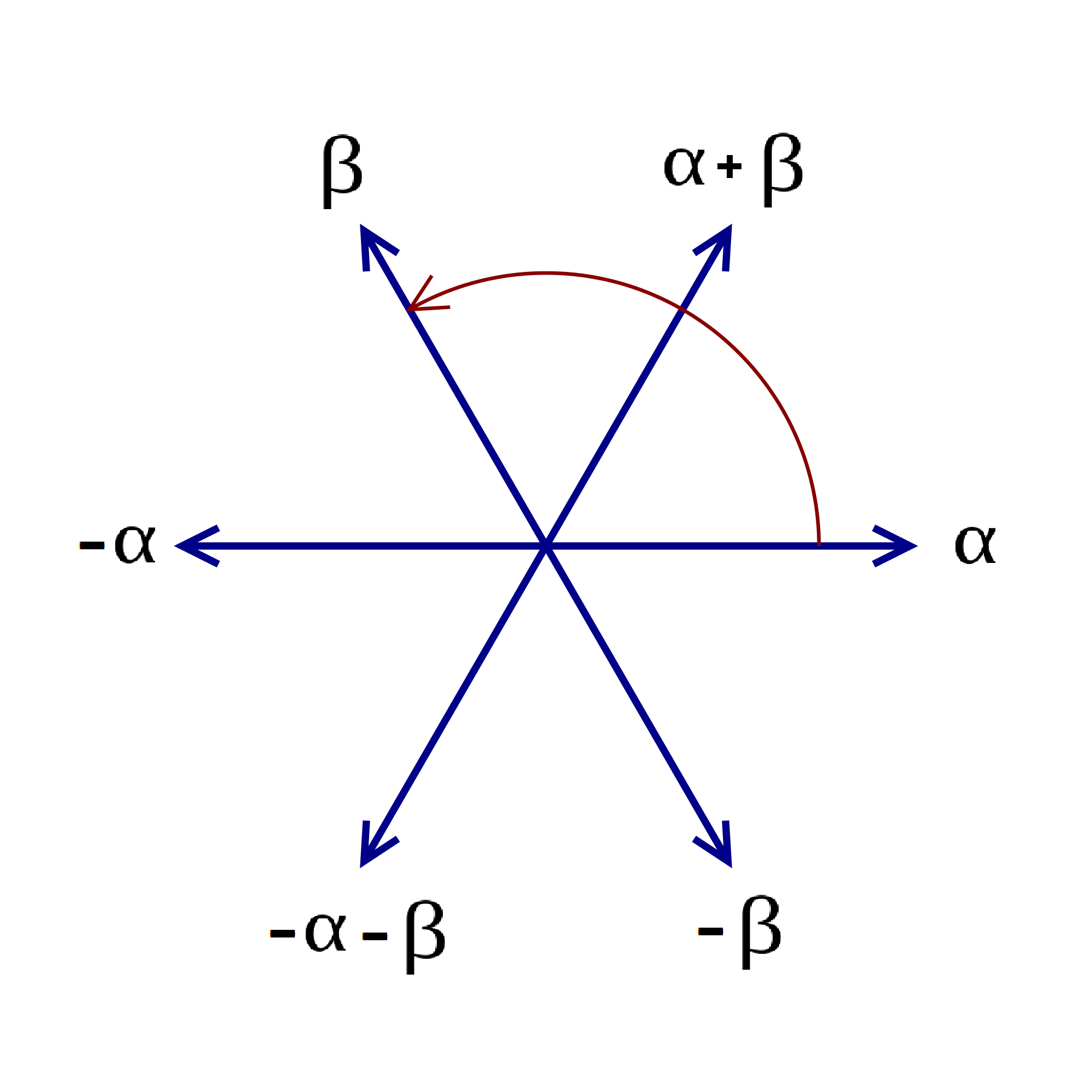
ルート系 A_{2} の6つのベクトル．

最初の例として，図に示されているような，2次元ユークリッド空間 R2 における6つのベクトルを考える．これらのベクトルは空間全体を張る．任意のルート β に垂直な直線を考えると，その直線による R2 の鏡映は任意の他のルート α を別のルートに写す．さらに，写り先は α + nβ に等しい，ただし n は整数である（この場合 n は 1 である）．これら6つのベクトルは以下の定義を満たし，したがってルート系をなす；このルート系は A2 と呼ばれる．

### 定義
V を有限次元ユークリッドベクトル空間とし，(・, ・) を標準ユークリッド内積とする．V のルート系 (root system) とは，非零ベクトルの有限集合 Φ であって，以下の条件を満たすもののことである：
1. 集合 Φ はベクトル空間 V を張る．
2. 任意の x ∈ Φ に対して，その実数倍で Φ に属するものは ±x のみ．
3. 任意の x ∈ Φ に対して，集合 Φ は x に垂直な超平面を通る鏡映で閉じている．
4. （整数性）任意の x, y ∈ Φ に対して，x を通る直線への y の射影は x の半整数倍である．

条件3と4を書く同値な方法は以下である：
1. 任意の x, y ∈ Φ に対して，集合 Φ は元 {\displaystyle \sigma _{x}(y)=y-2{\tfrac {(x,y)}{(x,x)}}x} を含む．
2. 任意の x, y ∈ Φ に対して，数 {\displaystyle \langle y,x\rangle :=2{\tfrac {(x,y)}{(x,x)}}} は整数である．

ルート系 Φ に含まれるベクトルはルート（root）と呼ばれる．著者によってはルート系の定義に条件2と3のみを課す．この文脈では，整数性（条件4）も満たすルート系は結晶的（crystallographic）と呼ばれる．別の著者は条件 2 を省く；このとき条件 2 を満たすルート系は被約（reduced）と呼ばれる．この記事では，すべてのルート系は被約かつ結晶的と仮定する．
性質3より，整数性条件は次のように述べても同値である：β とその鏡映 σα(β) との差は α の整数倍である．性質4によって定義される演算
{\displaystyle \langle \cdot ,\cdot \rangle \colon \Phi \times \Phi \to \mathbb {Z} }
は内積ではないことに注意．対称であるとは限らず，第一変数についてのみ線型である．
| ルート系 A1 + A1   | ルート系 D2   |
| ルート系 A1 × A1 · | ルート系 D2 · |
| ルート系 A2        | ルート系 G2   |
| ルート系 A2 ·      | ルート系 G2 · |
| ルート系 B2        | ルート系 C2   |
| ルート系 B2 ·      | ルート系 C2 · |

ルート系 Φ の階数 (rank) は V の次元である．
2つのルート系は，それらの張るユークリッド空間を共通のユークリッド空間の互いに直交する部分空間と見ることで，つなげることができる．そのような結合から生じないルート系は既約 (irreducible) といわれる．例えば右に描かれているルート系 A2, B2, G2 は既約である．
2つのルート系 (E1, Φ1) と (E2, Φ2) が同型 (isomorphic) であるとは，可逆な線型変換 E1 → E2 であって，Φ1 と Φ2 に送り，ルートの各対に対して，数 ⟨x, y⟩ が保たれるものが存在することをいう．
ルート系 Φ のルートに直交する超平面による鏡映によって生成される V の等長変換の群
{\displaystyle W=\langle \,\sigma _{\alpha }\mid \alpha \in \Phi \,\rangle }
を Φ のワイル群と呼ぶ．ワイル群は有限集合 Φ に忠実に作用するから，必ず有限群である．
ルート系 Φ のルート格子 (root lattice) とは，Φ で生成される V の部分 Z 加群である．それは V の格子である．

### 階数 2 の例
階数 1 のルート系は1つしかない，すなわち2つの非零ベクトルからなる {α, −α} である．このルート系は A1 と呼ばれる．
階数 2 では，σα(β) = β + nα, n = 0, 1, 2, 3 に応じて，4つの可能性がある．ルート系はそれが生成する格子によっては決定されないことに注意：A1 × A1 と B2 はともに正方格子を生成するし，A2 と G2 はともに六角格子を生成する．5種類ある2次元格子のうち2つだけである．
Φ が V のルート系で，U が Ψ = Φ ∩ U で張られる V の部分空間であるときにはいつでも，Ψ は U のルート系である．したがって，階数 2 の4つのルート系の完全なリストは，任意の階数のルート系から選ばれた任意の2つのルートの幾何学的可能性を示している．特に，2つのそのようなルートの角度は，必ず 0, 30, 45, 60, 90, 120, 135, 150, 180 度のいずれかである．

## 歴史
ルート系の概念は最初1889年頃ヴィルヘルム・キリング (Wilhelm Killing) によって導入された（ドイツ語，Wurzelsystem）．彼は複素数体上のすべての単純リー環を分類しようとしたときにそれらを用いた．キリングはもともと分類で間違いを犯していて，例外型の階数 4 のルート系を2つ挙げていたが，実際には1つしかなく，今では F4 と呼ばれるものである．カルタンが後にこの誤りを，キリングの2つのルート系が同型であることを示すことで，訂正した．
キリングはカルタン部分環（と今では呼ばれているもの）H を考えることによって，リー環 L の構造を研究した．そして彼は特性多項式 det(adLx − t), ただし x ∈ H, の根を研究した．ここでここで「根」(root) は H の関数として考える，あるいは実際双対ベクトル空間 H∗ の元として考える．根のこの集合は上で定義されたように H∗ のルート系をなす，ただし内積はキリング形式である．

## ルート系の公理の初等的な結果

⟨β, α⟩ に対する整数性条件は垂直線の1つの上の β に対してしか満たされず，⟨α, β⟩ に対する整数性条件は赤い円の1つの上の β に対してしか満たされない．（Y 軸上の）α に直交する任意の β は自明に両方を 0 で満たすが，既約ルート系を定義しない．
鏡映を法として，与えられた α に対し，β の非自明な可能性は5つしかなく，単純ルートの集合において α と β の間の可能な角度は3つしかない．サブスクリプトの文字は，与えられた β が最初のルートとして，α が二番目のルートとして（あるいは F4 における中2つのルートとして）仕えることができるようなルート系の列に対応する．

2つのルートの間の角度の余弦は整数の平方根の半整数倍に制限される．なぜならば，⟨β, α⟩ と ⟨α, β⟩ はともに仮定により整数で，
{\displaystyle {\begin{aligned}\langle \beta ,\alpha \rangle \langle \alpha ,\beta \rangle &=2{\frac {(\alpha ,\beta )}{(\alpha ,\alpha )}}\cdot 2{\frac {(\alpha ,\beta )}{(\beta ,\beta )}}=4{\frac {(\alpha ,\beta )^{2}}{\vert \alpha \vert ^{2}\vert \beta \vert ^{2}}}\\&=4\cos ^{2}(\theta )=(2\cos(\theta ))^{2}\in \mathbb {Z} \end{aligned}}}
であるからである．
2cosθ ∈ [−2, 2] であるから，cosθ として可能な値は 0, ±1/2, ±√3/2, ±√4/2 = ±1 のみであり，対応する角度は 90°, 60° あるいは 120°, 45° あるいは 135°, 30° あるいは 150°, 0° あるいは 180°, である．条件2により α のスカラー倍でルートになるのは 1 倍と −1 倍だけであり，0° あるいは 180° で，これらの角度は 2α や −2α には対応しない．

## 正ルートと単純ルート
ルート系 Φ が与えられると，必ず，正ルート（positive root）の集合を（何通りも）取ることができる．これは Φ の部分集合 Φ+ であって，以下を満たすものである：
- 各ルート α ∈ Φ に対して，ルート α と −α のうちちょうど1つが Φ+ に含まれる．
- 任意の2つの相異なる α, β ∈ Φ+ であって α + β がルートであるものに対して，α + β ∈ Φ+ である．

正ルートの集合 Φ+ が選ばれると， −Φ+ の元は負ルート（negative root）と呼ばれる．
Φ+ の元が単純ルート（simple root）であるとは，Φ+ の2つの元の和で書けないことをいう．単純ルート全体の集合 Δ は V の基底であって，Φ の任意のベクトルが係数がすべて非負かすべて非正の Δ の元の線型結合であるという性質を持つ．正ルートの各選択に対して，対応する単純ルートの集合は次のような一意的なルートの集合 Δ である：正ルート全体はちょうど，非負係数の Δ の元の線型結合として表せるもの全体であり，これらの線型結合は一意である．

### ルートの半順序

E6 ルート半順序集合のハッセ図．辺のラベルは足された単純ルートの位置．

正ルート全体の集合は α ≤ β を β − α が単純ルートの非負線型結合であることとして自然に順序付けられる．この半順序集合は
{\displaystyle \operatorname {deg} {\biggl (}\sum _{\alpha \in \Delta }\lambda _{\alpha }\alpha {\biggr )}=\sum _{\alpha \in \Delta }\lambda _{\alpha }}
によって次数付けられ，多くの注目すべき組合せ論的性質を持つ．その1つはこの半順序集合から対応するワイル群の基本不変式の次数を決定できることである．ハッセグラフはルート半順序集合の順序の可視化である．

## 双対ルート系とコルート
Φ が V のルート系であるとき，ルート α のコルート α∨ は
{\displaystyle \alpha ^{\vee }={2 \over (\alpha ,\alpha )}\,\alpha }
によって定義される．コルートの集合も V のルート系 Φ∨ をなし，双対ルート系（あるいはときどき逆ルート系）と呼ばれる．定義により (α∨)∨ = α であるから，Φ は Φ∨ の双対ルート系である．Φ∨ で張られる V の格子はコルート格子と呼ばれる．Φ と Φ∨ は同じワイル群 W を持ち，s ∈ W に対して，
{\displaystyle (s\alpha )^{\vee }=s(\alpha ^{\vee })}
である．Δ が Φ の単純ルートの集合であれば，Δ∨ は Φ∨ の単純ルートの集合である．

## ディンキン図形によるルート系の分類

すべての既約ディンキン図形の絵

ルート系が既約であるとは，2つの真の部分集合の和集合 Φ = Φ1 ∪ Φ2 であって，すべての α ∈ Φ1 と β ∈ Φ2 に対して (α, β) = 0 となるようなものに分割できないことをいう．
既約ルート系はイェヴゲニ・ディンキンにちなんで名づけられているディンキン図形というグラフと対応する．これらのグラフの分類は単純な組合せ論であり，既約ルート系の分類をもたらす．
ルート系が与えられたとき，前の節にあるように単純ルートの集合 Δ を選ぶ．付随するディンキン図形の頂点は Δ のベクトルに対応する．ベクトルの直交しない各対の間に辺が描かれる．なす角度が 2π/3 ラジアンのときは，無向の一重辺であり，3π/4 のときは有向二重辺であり，5π/6 のときは有向三重辺である．「有向辺」という用語は二重・三重辺は短い方のベクトルを指す記号が付けられることを意味する．
与えられたルート系の単純ルートの集合の可能性は1つではないが，ワイル群はそのような選び方に推移的に作用する．したがって，ディンキン図形は単純ルートたちの選び方には依らず，ルート系自身によって決定される．逆に，同じディンキン図形をもつ2つのルート系が与えられると，基底のルートから合わせ始めて，2つが実は同じであることを示すことができる．
したがってルート系の分類の問題は可能なディンキン図形の分類の問題に帰着する．ルート系が既約であることとそのディンキン図形が連結であることは同値である．ディンキン図形は基底 Δ のことばで E の内積の情報を持っており，この内積が正定値でなければならないという条件は所望の分類を得るのに必要なすべてであることが判明する．
実際の連結図形は以下のとおりである．サブスクリプトは図形の頂点の個数（したがって対応する既約ルート系の階数）を指し示す．

## 既約ルート系の性質
既約ルート系は対応する連結ディンキン図形にしたがって名づけられる．4つの無限族（An, Bn, Cn, Dn で，古典型ルート系と呼ばれる）と5つの例外的な場合（例外型ルート系）が存在する．サブスクリプトはルート系の階数を意味する．
既約ルート系において長さ (α, α)1/2 の値は高々2種類であり，短いルートと長いルートである．すべてのルートが同じ長さを持っているときは長いと定義し，ルート系は simply laced といわれる．これは A, D, E の場合におこる．同じ長さの任意の2つのルートはワイル群の同じ軌道に入る．Simply laced でない場合 B, C, G, F では，ルート格子は短いルートによって張られ，長いルートは部分格子を張り，これはワイル群で不変で，コルート格子の r2/2 倍に等しい，ただし r は長いルートの長さである．
添付の表において，|Φ<| は短いルートの個数を表し，I は長いルートによって生成される部分格子のルート格子における指数を表し，D はカルタン行列の行列式を表し，|W| はワイル群の位数を表す．

## 既約ルート系の明示的な構成

### An
|    | e1 | e2 | e3 | e4 |
| -- | -- | -- | -- | -- |
| α1 | 1  | −1 | 0  | 0  |
| α2 | 0  | 1  | −1 | 0  |
| α3 | 0  | 0  | 1  | −1 |
|    |    |    |    |    |

V を座標の和が 0 になる Rn+1 の部分空間とし，Φ を V の長さ √2 の整数ベクトルすなわち Rn+1 において整数座標を持つベクトル全体の集合とする．そのようなベクトルは2つを除くすべての座標が 0 で，1つの座標は 1 で，1つは −1 でなければならず，したがって全部で n2 + n 個のルートがある．単純ルートの取り方の1つを標準基底で表すと：1 ≤ i ≤ n に対して αi = ei − ei+1.
αi に垂直な超平面を通る鏡映 σi は隣り合う i 番目と (i + 1) 番目の置換と同じである．そのような互換は全置換群を生成する．隣り合う単純ルートに対して，
σi(αi+1) = αi+1 + αi
= σi+1(αi) = αi + αi+1
である，つまり，鏡映は1倍を足すことに等しい．しかし，隣り合わない単純ルートに垂直な単純ルートの鏡映はそれを変えず，0倍を引くことである．

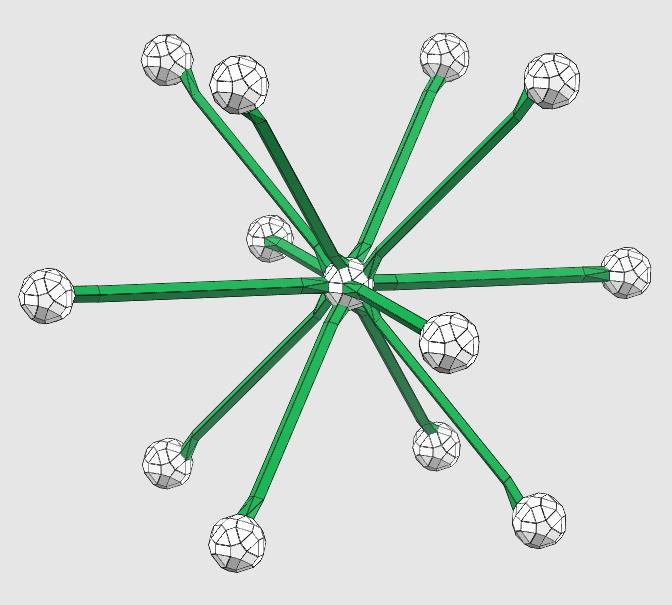
ゾムツール・システムにおける A3 ルート系の模型．

An ルート格子，つまり An ルートによって生成される格子は，成分の和が 0 である Rn+1 の整数ベクトルの集合として最も容易に記述される．
A3 ルート格子は結晶学者に面心立方 (fcc)（あるいは立方最密）格子と呼ばれている．
A3 ルート系は（他の階数 3 のルート系も）ゾムツール・コンストラクション・セットで模型を作れる．

### Bn
| 1 | −1 | 0  | 0  |
| 0 | 1  | −1 | 0  |
| 0 | 0  | 1  | −1 |
| 0 | 0  | 0  | 1  |
|   |    |    |    |

V = Rn とし，Φ を V の長さ 1 か √2 のすべての整数ベクトルからなるとする．ルートの総数は 2n2 である．単純ルートたちの1つの選び方は：1 ≤ i ≤ n − 1 に対して αi = ei − ei+1 と（An − 1 に対する上の単純ルートの取り方），短ルート αn = en である．
短ルート αn に垂直な超平面に関する鏡映 σn はもちろん単に n 番目の座標の −1 倍である．長単純ルート αn − 1 に対し，σn−1(αn) = αn + αn−1 であるが，短ルートに垂直な鏡映に対しては，σn(αn−1) = αn−1 + 2αn であり，1倍ではなく2倍である．
Bn ルート格子，つまり，Bn ルートによって生成される格子は，すべての整数ベクトルからなる．
B1 は √2 によるスケーリングによって，A1 に同型であり，したがって異なるルート系ではない．

### Cn
| 1 | −1 | 0  | 0  |
| 0 | 1  | −1 | 0  |
| 0 | 0  | 1  | −1 |
| 0 | 0  | 0  | 2  |
|   |    |    |    |

V = Rn とし，Φ を長さ √2 の V のすべての整数ベクトルと，λ を長さ 1 の整数ベクトルとして 2λ の形のすべてのベクトルからなるとする．ルートの総数は 2n2 である．単純ルートの1つの選び方は：1 ≤ i ≤ n − 1 に対して αi = ei − ei+1 と（An − 1 に対する単純ルートの上の選び方），長い方のルート αn = 2en である．
鏡映 σn(αn−1) = αn−1 + αn であるが，σn−1(αn) = αn + 2αn−1 である．
Cn ルート格子，つまり Cn ルートによって生成される格子は，成分の和が偶数な整数ベクトル全てからなる．
C2 は √2 によるスケーリングと 45 度の回転によって B2 と同型であり，したがって相異なるルート系ではない．

ルート系 B3, C3, A3 = D3 を立方体と正八面体の中の点として描いたもの

### Dn
| 1 | −1 | 0  | 0  |
| 0 | 1  | −1 | 0  |
| 0 | 0  | 1  | −1 |
| 0 | 0  | 1  | 1  |
|   |    |    |    |

V = Rn とし，Φ を長さ √2 の V のすべての整数ベクトルからなるとする．ルートの総数は 2n(n − 1) である．単純ルートたちの1つの選び方は：1 ≤ i < n − 1 に対して αi = ei − ei+1 と（An − 1 に対する単純ルートの上の選び方），αn = en + en−1 である．
αn に垂直な超平面を通る鏡映は隣り合う n 番目と n − 1 番目の座標を入れ替え −1 倍するのと同じである．任意の単純ルートと別の単純ルートに垂直なその鏡映との差は二番目のルートの0倍か1倍であり，それより大きくはない．
Dn ルート格子，つまり，Dn ルートによって生成される格子は，成分の和が偶数であるような整数ベクトル全部からなる．これは Cn ルート格子と同じである．
D3 は A3 と一致し，したがって相異なるルート系ではない．
D4 は triality と呼ばれる追加の対称性を持つ．

### E6, E7, E8
| 122 の 72 個の頂点は E6 のルートベクトルを表す （緑の頂点はこの E6 コクセター平面射影では倍増にされている） | 231 の 126 個の頂点は E7 のルートベクトルを表す | 421 の 240 個の頂点は E8 のルートベクトルを表す |
| |                                                 |                                                 |

- E8 ルート系は次の集合に合同な R8 のベクトルの任意の集合である：

{\displaystyle \mathrm {D} _{8}\cup \left\{{\frac {1}{2}}\sum _{i=1}^{8}\varepsilon _{i}\mathbf {e} _{i}:\varepsilon _{i}=\pm 1,\varepsilon _{1}\dotsm \varepsilon _{8}=+1\right\}.}
このルート系は240個のルートを持つ．いま挙げた集合は，E8 ルート格子の長さ √2 のベクトル全部の集合である．この格子は単に E8 格子や Γ8 とも呼ばれる．これは R8 の次のような点全体の集合である：
1. すべての座標が整数であるか，あるいは，すべての座標が整数でない半整数であり，
2. 8つの座標の和は偶数である．

したがって，
{\displaystyle \mathrm {E} _{8}=\left\{\mathbf {\alpha } \in \mathbf {Z} ^{8}\cup \left(\mathbf {Z} +{\frac {1}{2}}\right)^{8}:|\mathbf {\alpha } |^{2}=\sum \mathbf {\alpha } _{i}^{2}=2,\sum \mathbf {\alpha } _{i}\in 2\mathbf {Z} \right\}.}
- ルート系 E7 は，E8 の固定された1つのルートに垂直な E8 のベクトル全部の集合である．ルート系 E7 は126個のルートを持つ．
- ルート系 E6 は，E7 の固定された1つのルートに垂直な E7 のベクトル全部の集合ではない，実際，そのようにして D6 を得る．しかしながら，E6 は E8 の適切に選ばれた2つのルートに垂直な E8 の部分系である．ルート系 E6 は72個のルートを持つ．

特に便利な E8 格子の別の記述は，R8 のつぎのような全ての点の集合 Γ'8 である：
- すべての座標は整数であり，座標の和は偶数である，あるいは，
- すべての座標は整数でない半整数であり，座標の和は奇数である．

格子 Γ8 と Γ'8 は同型である；一方から他方へ，任意の奇数個の座標の符号を変えることによって行ける．格子 Γ8 は E8 の偶座標系と呼ばれることがあり，格子 Γ'8 は奇座標系と呼ばれることがある．
E8 に対する単純ルートの1つの選び方は，上のディンキン図形での頂点の順序によって行を順序づけた偶座標系において：
1 ≤ i ≤ 6 に対して αi = ei − ei+1 と
α7 = e7 + e6
（ D7 に対する単純ルートの上の選び方）と
α8 = β0 = −1/2∑8
i=1 ei = (−1/2, −1/2, −1/2, −1/2, −1/2, −1/2, −1/2, −1/2).
E8 に対する単純ルートの1つの選び方は，上のディンキン図形での頂点の順序によって行を順序づけた奇座標系において：
1 ≤ i ≤ 7 に対して αi = ei − ei+1
（A7 に対する単純ルートの上の選び方）と
α8 = β5, ただし
βj = 1/2(−∑j
i=1 ei + ∑8
i=j+1 ei).
（β3 を使っても同型な結果を与える．β1,7 あるいは β2,6 を使うと単に A8 あるいは D8 を与える．β4 については，その座標の和は 0 であり，同じことは α1...7 に対しても正しく，したがってそれらは座標の和が 0 になる 7 次元部分空間しか張らない；実は −2β4 は基底 (αi) において座標 (1, 2, 3, 4, 3, 2, 1) を持つ．）
α1 との直交性は最初の2つの座標が等しいことを意味するから，E7 は最初の2つの座標が等しい E8 の部分集合であり，同様に E6 は最初の3つの座標が等しい E8 の部分集合である．これは E7 と E6 の明示的な定義を容易にする：
E7 = {α ∈  Z7 ∪ (Z+½)7 :  ∑αi2 + α12 = 2, ∑αi + α1 ∈ 2Z},
E6 = {α ∈  Z6 ∪ (Z+½)6 :  ∑αi2 + 2α12 = 2, ∑αi + 2α1 ∈ 2Z}.
α1 を消して α2 を消すと，E7 と E6 の単純ルートの集合を与えることに注意．しかしながら，単純ルートのこれらの集合は上に書いたのとは異なる E8 の E7 および E6 部分空間に属する，なぜならばそれらは α1 あるいは α2 に直交しないからである．

### F_{4}

コクセター平面で見た，正二十四胞体とその双対の頂点によって定義された，F4 の 48 個のルートベクトル

### F4
| 1  | −1 | 0  | 0  |
| 0  | 1  | −1 | 0  |
| 0  | 0  | 1  | 0  |
| −½ | −½ | −½ | −½ |
|    |    |    |    |

F4 に対して，V = R4 とし，Φ を長さが 1 か √2 のベクトル α であって 2α の座標がすべて整数ですべて偶数かすべて奇数なもの全体の集合とする．この系には48個のルートがある．単純ルートの1つの選び方は：B3 に対して上で与えられた単純ルートの選び方と，α4 = −(1/2)∑4
i=1  ei.
F4 ルート格子，つまり F4 ルート系によって生成される格子は，R4 の点であってすべての座標が整数であるかまたはすべての座標が整数でない半整数であるようなもの全体の集合である．この格子はフルヴィッツ四元数の格子に同型である．

### G2
| 1  | −1 | 0  |
| −1 | 2  | −1 |
|    |    |    |

ルート系 G2 は12個のルートを持ち，六芒星の頂点をなす．上の絵を参照．
単純ルートの1つの選び方は：(α1, β = α2 − α1), ただし i = 1, 2 に対して αi = ei − ei+1 は A2 に対する単純ルートの上の選び方である．
G2 ルート格子，つまり，G2 ルートによって生成される格子は，A2 ルート格子と同じである．

## ルート系とリー理論
既約ルート系はリー理論におけるいくつかの関連した対象を分類する，特に
- 以下を含む単純リー群（単純リー群一覧（英語版）を参照）：
  - 複素単純リー群；
  - 付随する複素単純リー環；
  - 中心で割って単純な単連結複素リー群．

各場合において，ルートは随伴表現の非零ウェイトである．
極大トーラス T をもつ単連結単純コンパクトリー群 G の場合には，ルート格子は自然に Hom(T, T) と同一視でき，コルート格子は Hom(T, T) とできる，ただし T は円周群である；Adams (1983) を参照．
例外型ルート系とそれらのリー群とリー環との関係は，E8, E7, E6, F4, G2 を参照．

## 関連文献
- Dynkin, E. B.  The structure of semi-simple algebras. （ロシア語） Uspehi Matem. Nauk (N.S.) 2, (1947). no. 4(20), 59–127.